# Mặt trái của sự thật
Mặt trái của sự thật (tiếng Hàn: 언더 커버; Romaja: Eondeokeobeo; tiếng Anh: Undercover) là một bộ phim truyền hình Hàn Quốc năm 2021 của đạo diễn Song Hyeon-wook với sự tham gia của các diễn viên Ji Jin-hee, Kim Hyun-joo, Jung Man-sik và Han Go-eun. Phim kể về Han Jeong-hyeon (Ji Jin-hee), một đặc vụ của Cục Tình báo Quốc gia Hàn Quốc và một luật sư nhân quyền, Choi Yeon-soo (Kim Hyun-joo). Bộ phim dựa trên kịch bản của bộ phim truyền hình cùng tên năm 2016 của BBC. Phim được phát sóng trên JTBC từ ngày 23 tháng 4 đến ngày 12 tháng 6 năm 2021 vào thứ sáu và thứ bảy lúc 23:00 (KST). Bộ phim cũng được độc quyền phát đồng thời trên dịch vụ truyền dữ liệu video trực tuyến TVING, chỉ phục vụ thuê bao tại Hàn Quốc.

## Nội dung
Han Jeong-hyeon (Ji Jin-hee) là một đặc vụ của Cục tình báo quốc gia Hàn Quốc (NIS), người đã che giấu danh tính của mình trong 30 năm qua với tư cách là người đàn ông có gia đình, yêu thương chăm sóc vợ con và là chủ cửa hàng sửa xe đạp. Choi Yeon-soo (Kim Hyun-joo), vợ anh là một luật sư nhân quyền, trở thành giám đốc đầu tiên của Văn phòng điều tra tham nhũng các quan chức cấp cao (CIO). Họ cố gắng phanh phui sự thật, đọ sức với một thế lực mạnh đang giữ vị trí cao trong bộ máy chính trị.

## Diễn viên

### Diễn viên chính
- Ji Jin-hee[10] trong vai Han Jung Hyun / Lee Suk Kyu, một đặc vụ của NIS
  - Yeon Woo-jin[11] trong vai Han Jung Hyun / Lee Suk Kyu thời trẻ
- Kim Hyun-joo[12] trong vai Choi Yeon Soo, một luật sư nhân quyền và là giám đốc đầu tiên của Văn phòng điều tra tham nhũng các quan chức cấp cao (CIO)
  - Han Sun-hwa trong vai Choi Yeon Soo thời trẻ
- Jung Man-sik trong vai Do Yung Gul, cấp trên cũ của Han Jung Hyun tại NIS, trước đây là Cơ quan Kế hoạch An ninh Quốc gia (ANSP)
  - Park Doo-sik trong vai Do Yung Gul thời trẻ
- Heo Joon-ho trong vai Im Hyung Rak, giám đốc của NIS

### Diễn viên phụ

#### Gia đình của Han Jung Hyun và Choi Yeon Soo
- Yoo Seon-ho[13] trong vai Han Seung Goo, con trai lớn, mắc chứng tự kỷ, giúp cha mình điều hành tiệm sửa xe đạp
- Lee Jae-in trong vai Han Seung Mi, con gái nhỏ, là học sinh cấp hai với sự trưởng thành và thông minh hơn tuổi
- Park Geun-hyung trong vai Lee Man Ho, cha của Lee Suk Kyu

#### Cục tình báo quốc gia Hàn Quốc (NIS)
- Kwon Hae-hyo trong vai Oh Pil Jae
- Joo Suk-tae trong vai Park Won Jong
- Han Go-eun trong vai Kim Do Hee / Ko Yoon Joo, một đặc vụ ngầm
  - Kyungri[14] trong vai Ko Yoon Joo thời trẻ
- Choi Dae-chul trong vai Chu Dong Woo
- Nam Sung-jin trong vai Jo Dong Pal / Cha Min Ho

#### Những người xung quanh Choi Yeon Soo
- Lee Han-wi trong vai Bae Goo Taek
- Bae Yoon-kyung trong vai Song Mi Seon[15]
- Kim Soo-jin trong vai Min Sang Ah, bạn thân nhất của Choi Yeon Soo thời đại học, hiện là phóng viên chính trị của một hãng truyền thông lớn
  - Han Bo-bae trong vai Min Sang Ah thời trẻ
- Choi Kwang-il trong vai Hwang Jung Ho
  - Im Ji-kyu trong vai Hwang Jung Ho thời trẻ
- Kim Hye-jin trong vai vợ của Cha Min Ho

### Diễn viên khác
- Lee Seung-joon trong vai Kang Choong Mo, bạn tốt của Choi Yeon Soo thời đại học, hiện là quan chức chính phủ cấp cao làm việc tại Nhà Xanh
  - Hong Jin-gi trong vai Kang Choong Mo thời trẻ
- Kang Young-seok trong vai Jung Cheol-hoon, một thám tử đầy nhiệt huyết
- Park Jin-woo trong vai Thám tử Gu
- Son Jong-hak trong vai Yoo Sang Dong
- Song Young-gyu trong vai Kwak Moon Heum, Công tố viên trưởng
- Cha Soon-bae trong vai Song Moon Hae, Tổng biên tập tại Daehan Jeil Daily[16]

### Khách mời
- Kim Young-dae trong vai Kim Tae Yeol, chủ tịch Hội đồng sinh viên Đại học Hankuk và là người lãnh đạo cuộc biểu tình quần chúng chống lại chính phủ vào năm 1991
- Jang Eui-don trong vai giảng viên đại học cảnh sát (tập 1)
- Lim Jung-ok trong vai Y tá Kim (tập 1-2)
- Kang Dong-ho trong vai cấp dưới của Im Hyung Rak (tập 2)
- Kim Young-woong trong vai nhân viên phòng điều khiển tàu điện ngầm (tập 3)
- Shim Hyung-tak trong vai Lee Min Yool (tập 3-4)
- Lee Se-na trong vai Kim Da Kyung, bạn gái cũ của Lee Min-yool (tập 4)
- Park Joo-hyung trong vai trùm băng đảng ma túy (tập 4)
- Jung In-gi trong vai Kim Myung Jae, Tổng thư ký Nhà Xanh
- Kim Kyung-min trong vai Mr. Park
- Seo Joon
- Lim Hyung-guk[17]
- Ahn Se-ho trong vai Kim Kwang Chul, trợ lý của Do Yung Geol[18]

## Sản xuất

### Quá trình sản xuất
Vào tháng 4 năm 2020, dự án phiên bản làm lại (remake) phim Undercover 2016 đã được công bố.

### Lựa chọn diễn viên
Vào tháng 7 năm 2020, JTBC xác nhận rằng dự án bổ sung sự tham gia của Yeon Woo-jin và Han Sun-hwa, hoàn thành dàn diễn viên cho bộ phim: Ji Jin-hee, Kim Hyun-joo, Han Go-eun, Heo Jun-ho, Jung Man-sik, Kwon Hae-hyo, Park Geun-hyung, Lee Seung-jun, Lee Han-wi, Kim Soo-jin, Choi Dae-chul, Son Jong-hak, Song Young-gyu và Choi Kwang-il.
Bộ phim này là dự án tái hợp lần thứ 3 của Ji Jin-hee và Kim Hyun-joo sau các phim Người tình của tôi năm 2015 và Cô Kim muốn làm triệu phú năm 2004.
Đây cũng là màn tái hợp đầu tiên sau 7 năm của Yeon Woo-jin và Han Sun-hwa, trước đó họ cùng góp mặt trong phim của đài tvN Hôn nhân, không hẹn hò
Bộ phim đánh dấu màn tái hợp của Ji Jin-heeư và Heo Joon-ho khi cả hai đều đóng vai chính trong bộ phim truyền hình năm 2019 Tổng thống bất đắc dĩ: 60 ngày.
Cùng tái hợp trong phim này còn có Jung Man-sik, Choi Dae-chul và Choi Kwang-il, những người đóng vai chính trong bộ phim truyền hình năm 2019 Vagabond.

## Nhạc phim gốc

### Phần 1
| Ra mắt 23 tháng 4 năm 2021 | Ra mắt 23 tháng 4 năm 2021        | Ra mắt 23 tháng 4 năm 2021 | Ra mắt 23 tháng 4 năm 2021           | Ra mắt 23 tháng 4 năm 2021 | Ra mắt 23 tháng 4 năm 2021 |
| STT                        | Nhan đề                           | Phổ lời                    | Phổ nhạc                             | Artist                     | Thời lượng                 |
| -------------------------- | --------------------------------- | -------------------------- | ------------------------------------ | -------------------------- | -------------------------- |
| 1.                         | "That Kind of Person" (그런 사람) | Kim Young-sung             | Kim Young-seong, Seo Jae-ha, Do-hoon | Han Dong-geun              | 3:33                       |
| 2.                         | "That Kind of Person" (Inst.)     |                            |                                      |                            | 3:33                       |

### Phần 2
| Ra mắt 30 tháng 4 năm 2021 | Ra mắt 30 tháng 4 năm 2021               | Ra mắt 30 tháng 4 năm 2021 | Ra mắt 30 tháng 4 năm 2021 | Ra mắt 30 tháng 4 năm 2021 | Ra mắt 30 tháng 4 năm 2021 |
| STT                        | Nhan đề                                  | Phổ lời                    | Phổ nhạc                   | Artist                     | Thời lượng                 |
| -------------------------- | ---------------------------------------- | -------------------------- | -------------------------- | -------------------------- | -------------------------- |
| 1.                         | "On a Secluded Road" (타이틀 외딴길에서) | Park Kang- il              | Park Kang- il              | Sondia, Kim Joon-Hwi       | 3:54                       |
| 2.                         | "On a Secluded Road" (Inst.)             |                            |                            |                            | 3:54                       |

### Phần 3
| Ra mắt 8 tháng 5 năm 2021 | Ra mắt 8 tháng 5 năm 2021 | Ra mắt 8 tháng 5 năm 2021 | Ra mắt 8 tháng 5 năm 2021 | Ra mắt 8 tháng 5 năm 2021 | Ra mắt 8 tháng 5 năm 2021 |
| STT                       | Nhan đề                   | Phổ lời                   | Phổ nhạc                  | Artist                    | Thời lượng                |
| ------------------------- | ------------------------- | ------------------------- | ------------------------- | ------------------------- | ------------------------- |
| 1.                        | "My Day" (나의 하루)      | Donnie J                  | Donnie J                  | Sondia                    | 4:08                      |
| 2.                        | "My Day" (Inst.)          |                           |                           |                           | 4:08                      |

### Phần 4
| Ra mắt 14 tháng 5 năm 2021 | Ra mắt 14 tháng 5 năm 2021 | Ra mắt 14 tháng 5 năm 2021 | Ra mắt 14 tháng 5 năm 2021                     | Ra mắt 14 tháng 5 năm 2021 | Ra mắt 14 tháng 5 năm 2021 |
| STT                        | Nhan đề                    | Phổ lời                    | Phổ nhạc                                       | Artist                     | Thời lượng                 |
| -------------------------- | -------------------------- | -------------------------- | ---------------------------------------------- | -------------------------- | -------------------------- |
| 1.                         | "Where Are You"            | Safira.K (Psycho Tension)  | Psycho Tension (DOO, Safira.K, Jeong Seongmin) | KATIE                      | 4:03                       |
| 2.                         | "Where Are You" (Inst.)    |                            | Psycho Tension                                 |                            | 4:03                       |

### Phần 5
| Ra mắt 22 tháng 5 năm 2021 | Ra mắt 22 tháng 5 năm 2021                    | Ra mắt 22 tháng 5 năm 2021 | Ra mắt 22 tháng 5 năm 2021 | Ra mắt 22 tháng 5 năm 2021 | Ra mắt 22 tháng 5 năm 2021 |
| STT                        | Nhan đề                                       | Phổ lời                    | Phổ nhạc                   | Artist                     | Thời lượng                 |
| -------------------------- | --------------------------------------------- | -------------------------- | -------------------------- | -------------------------- | -------------------------- |
| 1.                         | "I remember this moment" (이 순간을 기억해요) | Noheul (노을)              | Noheul (노을)              | 고영배 of 소란             | 3:01                       |
| 2.                         | "I remember this moment" (Inst.)              |                            | Noheul (노을)              |                            | 3:01                       |

### Phần 6
| Ra mắt 28 tháng 5 năm 2021 | Ra mắt 28 tháng 5 năm 2021                  | Ra mắt 28 tháng 5 năm 2021 | Ra mắt 28 tháng 5 năm 2021           | Ra mắt 28 tháng 5 năm 2021 | Ra mắt 28 tháng 5 năm 2021 |
| STT                        | Nhan đề                                     | Phổ lời                    | Phổ nhạc                             | Artist                     | Thời lượng                 |
| -------------------------- | ------------------------------------------- | -------------------------- | ------------------------------------ | -------------------------- | -------------------------- |
| 1.                         | "With You Under the Sky" (하늘 아래 그대와) | Hana                       | Tom Irang Jerry, Um Ki-yeop, Safira. | Huh Gak                    | 3:56                       |
| 2.                         | "With You Under the Sky" (Inst.)            |                            |                                      |                            | 3:56                       |

### Phần 7
| Ra mắt 5 tháng 6 năm 2021 | Ra mắt 5 tháng 6 năm 2021                                          | Ra mắt 5 tháng 6 năm 2021 | Ra mắt 5 tháng 6 năm 2021            | Ra mắt 5 tháng 6 năm 2021 | Ra mắt 5 tháng 6 năm 2021 |
| STT                       | Nhan đề                                                            | Phổ lời                   | Phổ nhạc                             | Artist                    | Thời lượng                |
| ------------------------- | ------------------------------------------------------------------ | ------------------------- | ------------------------------------ | ------------------------- | ------------------------- |
| 1.                        | "With You Under the Sky" (하늘 아래 그대와 (English Ver.))         | 하나, Safira.k            | Tom Irang Jerry, Um Ki-yeop, Safira. | Safira.K (사피라 K)       | 3:55                      |
| 2.                        | "With You Under the Sky" (하늘 아래 그대와 (English Ver.) (Inst.)) |                           |                                      |                           | 3:55                      |

## Tỷ suất người xem
| Mùa | Mùa | Số tập | Số tập | Số tập | Số tập | Số tập | Số tập | Số tập | Số tập | Số tập | Số tập | Số tập | Số tập | Số tập | Số tập | Số tập | Số tập | Trung bình |
| Mùa | Mùa | 1      | 2      | 3      | 4      | 5      | 6      | 7      | 8      | 9      | 10     | 11     | 12     | 13     | 14     | 15     | 16     | Trung bình |
| --- | --- | ------ | ------ | ------ | ------ | ------ | ------ | ------ | ------ | ------ | ------ | ------ | ------ | ------ | ------ | ------ | ------ | ---------- |
|     | 1   | 763    | 816    | 583    | 736    | 627    | 903    | 628    | 862    | 773    | 988    | 793    | 818    | 847    | 916    | 769    | 1163   | 812        |

| Tập | Ngày phát sóng đầu tiên  | Tỷ lệ người xem trung bình (AGB Nielsen) | Tỷ lệ người xem trung bình (AGB Nielsen) |
| Tập | Ngày phát sóng đầu tiên  | Toàn quốc                                | Seoul                                    |
| --- | ------------------------ | ---------------------------------------- | ---------------------------------------- |
| 1 | ngày 23 tháng 4 năm 2021 | 3.471% (7th)                             | 4.139% (5th)                             |
| 2 | ngày 24 tháng 4 năm 2021 | 3.785% (5th)                             | 4.866% (1st)                             |
| 3 | ngày 30 tháng 4 năm 2021 | 2.800% (NR)                              | 3.355% (9th)                             |
| 4 | ngày 1 tháng 5 năm 2021  | 3.367% (4th)                             | 4.283% (1st)                             |
| 5 | ngày 7 tháng 5 năm 2021  | 2.885% (NR)                              | 3.466% (6th)                             |
| 6 | ngày 8 tháng 5 năm 2021  | 4.243% (3rd)                             | 5.115% (1st)                             |
| 7 | ngày 14 tháng 5 năm 2021 | 3.041% (10th)                            | 3.963% (5th)                             |
| 8 | ngày 15 tháng 5 năm 2021 | 4.175% (5th)                             | 5.555% (2nd)                             |
| 9 | ngày 21 tháng 5 năm 2021 | 3.777% (6th)                             | 4.471% (4th)                             |
| 10 | ngày 22 tháng 5 năm 2021 | 4.187% (4th)                             | 4.939% (2nd)                             |
| 11 | ngày 28 tháng 5 năm 2021 | 3.768% (5th)                             | 4.503% (4th)                             |
| 12 | ngày 29 tháng 5 năm 2021 | 3.816% (5th)                             | 4.696% (2nd)                             |
| 13 | ngày 4 tháng 6 năm 2021  | 3.922% (5th)                             | 4.437% (5th)                             |
| 14 | ngày 5 tháng 6 năm 2021  | 4.517% (5th)                             | 5.279% (3rd)                             |
| 15 | ngày 11 tháng 6 năm 2021 | 3.916% (8th)                             | 4.645% (4th)                             |
| 16 | ngày 12 tháng 6 năm 2021 | 5.229% (4th)                             | 6.115% (2nd)                             |
| Average | Average                  | 3.806%                                   | 4.614%                                   |
| - Trong bảng trên, các số màu xanh biểu thị cho tỷ lệ người xem thấp nhất và các số màu đỏ biểu thị cho tỷ lệ người xem cao nhất. - Bộ phim này được phát sóng trên hệ thống các kênh truyền hình cáp / trả phí nên số lượng người xem thấp hơn so với truyền hình miễn phí (ví dụ như (KBS, SBS, MBC và EBS). - NR biểu thị rằng bộ phim không được xếp hạng trong top 20 chương trình hàng ngày có lượt xem hàng đầu vào ngày đó. |                          |                                          |                                          |